# 178679 Piquette
178679 Piquette è un asteroide della fascia principale. Scoperto nel 2000, presenta un'orbita caratterizzata da un semiasse maggiore pari a 3,0960893 au e da un'eccentricità di 0,1806172, inclinata di 0,25001° rispetto all'eclittica.